# Vegueria de Camarasa
| \| \| 1247 — segle XVII \| → \| |                             |   |
|                                 |                             |   |
| Període històric                | Edat mitjana - Edat Moderna |   |
| • Establiment                   | 1247                        |   |
| • Decrets de Nova Planta        | segle XVII                  |   |
|                                 | 1247 — segle XVII           | → |

La Vegueria de Camarasa, o Vegueria de Camarasa, Cubells i Montgai fou una antiga demarcació administrativa de Catalunya al voltant de la marca de Camarasa. Fou creada després de la batllia reial el 1247 i ampliada el 1279 fins a Anya, Montmagastre, Gerb, les Avellanes, la Conca de Meià i l'Ametlla de Montsec.
Quan la ciutat de Lleida adquirí el marquesat de Camarasa el 1396 la vegueria passà sota la jurisdicció de la Vegueria de Lleida com a sotsvegueria, però finalment fou repartida al segle xvii entre les vegueries de Lleida i d'Agramunt.
1. ↑  «Marca de Camarasa». Gran Enciclopèdia Catalana.  Barcelona:  Grup Enciclopèdia Catalana.